# Akoustik
Akoustik is een studioalbum van Manning. Het bevat opnamen van muziek, die de band tijdens optredens uitvoert onder het hoofdje Akoestische muziek. De muziek werd in de geluidsstudio live ingespeeld, maar later werden er toch nog wat stemmen toegevoegd, want niet iedereen uit onderstaand rijtje was beschikbaar voor opnamen. De muziek is een dwarsdoorsnede van de loopbaan van Guy Manning en zijn bands. De uitvoeringen zijn aangepast aan de akoestische setting en er is gekozen voor nummers, die zelden te horen waren tijdens “echte” concerten.

## Musici
- Guy Manning – alle muziekinstrumenten met
- Chris Catling – gitaar
- Kev Currie – gitaar, achtergrondzang
- Steve Dundon – dwarsfluit
- Rick Henry – slagwerk, percussie
- Kris Hudson-Lee – basgitaar
- Julie King – zang
- David Millon – gitaar
- Martin Thiselton – toetsinstrumenten, viool

## Muziek
| Nr. | Titel                                                                | Duur |
| --- | -------------------------------------------------------------------- | ---- |
| 1.  | In swingtime (van One Small Step...)                                 | 4:31 |
| 2.  | Antares (van Songs from the Bilston House)                           | 5:31 |
| 3.  | Clocks (van Charlestown)                                             | 4:17 |
| 4.  | Castaways (van Tall Stories for Small Children)                      | 4:08 |
| 5.  | Silent man (van A Matter of Life & Death (The Journal of Abel Mann)) | 4:34 |
| 6.  | Margaret Montgomery (van Anser’s Tree)                               | 4:52 |
| 7.  | A place to hide (van The Ragged Curtain)                             | 4;31 |
| 8.  | The view from my window (van The View from My Window)                | 4;52 |
| 9.  | Phase (The open and the widening sky) (van The View from My Window)  | 4:50 |
| 10. | Tears in the rain (van The View from My Window)                      | 6:06 |
| 11. | The night and the devil (van Cascade)                                | 4:53 |
| 12. | In my life (van Tall Stories for Small Children)                     | 6:26 |